# Roser Pujol
Roser López Pujol (Barcelona el 2 de diciembre de 1969), conocida artísticamente como Roser Pujol, es una actriz de teatro y televisión española.

## Trayectoria profesional
Roser Pujol alternó sus estudios de Administrativo (tras cinco años de aprendizaje obtuvo el título de Técnico Profesional Administrativo) con su trabajo en el negocio familiar, y a la edad de 20 años entró a formar parte del mundo de la radio. En Radio Gracia colaboró durante 10 años realizando reportajes y entrevistas teatrales; estuvo al frente de un magacín matinal en Radio Santa Perpetua; y fue locutora de anuncios publicitarios y actriz de radionovelas en otras emisoras. En este medio conocería a la actriz Rosa Grifell, con la que formaría su primera compañía teatral, Por peteneras.

### Teatro
En 1994 presenta en la sala Nitza y Mercat de les Flors Bajo a la mina cantando, un espectáculo dirigido por Eli Iranzo y Mariola Ponce. Durante cuatro años representaría la función en diferentes locales y teatros españoles. Debido al éxito obtenido con esta compañía, Roser abandona el negocio familiar y se centra en su carrera como actriz.
En el Teatro Zorrilla de Badalona interpreta con su hermana, la cantautora Lidia Pujol, el espectáculo musical El boulevard del crimen. Junto a ellas, y en directo, cuatro músicos, un bailarín y una especialista en sombras chinas. 
En 2005 protagoniza en el Teatro Alfil de Madrid, La cantante calva, de Eugène Ionesco, producida por Yllana bajo la dirección de Joseph 0’curneen. Ese mismo año T de Teatre y Sergi Belbel dirigían a la compañía M de Misògines en ¡Hombres!, una pieza teatral ácida y directa, con la actriz como coprotagonista.
En 2008, compatibiliza su trabajo en el teatro con la grabación de varias series y programas de televisión. En Mujer busca hombre… que aún no existe, dirigida por Eloy Arenas, la intérprete da vida a cuatro personajes. Andoni Ferreño, Óscar Ladoire y Laura More completarían el reparto. Con esta comedia, representada en el Teatro Amaya de Madrid, viajaría por España. Durante dos años, la obra formó parte de la programación de numerosos teatros nacionales.
Encarna a Lucía, Miss Tily y Miss Kelly en Desencajados, una comedia sobre el mundo del espectáculo escrita por Jaime Pujol y dirigida por José Luis Sáiz, en el Teatro Rialto de Valencia.

En mayo de 2012 Miguel Narros estrenará Yerma, de Federico García Lorca. La artista formará parte del elenco de actores interpretando el papel de Dolores, la "conjuradora". Cuatro años más tarde encabeza el elenco de la reposición de A media luz los tres, de Miguel Mihura.

### Series
En 2006, se mete en la piel de Paty de López en 
Matrimonio con hijos, transmitido por canal Cuatro. Paty y Pelayo (Alberto Lozano), su marido, son los vecinos de Lola (Lilian Caro) y Fran (Ginés García Millán), los Camacho. La serie, es la versión española de Married with Children, una de las comedias norteamericanas de mayor éxito de crítica y público de los últimos años.
En 2008, alcanza cierta notoriedad interviniendo en Impares, serie de ficción, emitida por Antena3, que narra las peripecias de un grupo de solteros apuntados a una agencia matrimonial.
Apenas concluido su cometido en dicha serie, la actriz catalana completó su trabajo en televisión ese año con la aparición en un capítulo de Hospital Central, Tele5. En La vida es otra cosa interpreta a Fina, empleada de una compañía de vuelos que provoca un motín en el aeropuerto. Juan Testa extrajo de la actriz un registro dramático hasta ese momento desconocido para el público.
Roser Pujol es “la madre” en Cosas de la vida de Disney Channel, una serie en formato de sketchs que cuenta las peripecias cotidianas de unos padres y sus tres hijos.

### Programas de televisión
Debutó en televisión, en 1996, interpretando a Tina Turmix en el programa La parodia Nacional, de Antena3.
Compagina este trabajo con su aparición (durante dos años) en Surti com Surti, de TV3. En 1997 interviene en una de las secciones de Lo + Plus, Crack, de Canal Plus; dirigida por Paco Mir la actriz encarnaba a Luna, una joven (con rastas) imparable, moderna e inquieta.
En 1999, a las órdenes de Xavier Sardá, interpreta a personajes muy dispares en Crónicas marcianas.
Es habitual la participación de la actriz en espacios de carácter humorístico armados por piezas breves independientes como Vitamina N, en City Tv; El sábado, en TVE1; El siguiente, en Telemadrid; o ¿Y ahora qué?, en TVE1.
Su última aparición en televisión fue en 2011 en Tu cara me suena, Antena3. En este espacio la actriz catalana parodia, una vez más, a Concha Velasco.

### Cine y películas para la televisión
Participó en Un caso para dos, de Antonio Chavarrías, primer telefilme producido por la televisión pública, que estrena la 2 de TVE en 1997. En 2002 rueda Temps afegit, película para la televisión dirigida por Jesús Font para TV3; si bien en esta ocasión lo hacía en su lengua materna. El director le ofrecería volver a trabajar con él un año más tarde en La vida aquí.
En 2009, Roser filmaba su cuarta película para la televisión, Cuento de Navidad, de Ferrán Llagostera.

## Obras de teatro
| Año     | Obra                                  | Dirección                  |
| ------- | ------------------------------------- | -------------------------- |
| 2012    | A media luz los tres                  | Rubén Villoslada           |
| 2012    | Yerma                                 | Miguel Narros              |
| 2011    | Desencajados                          | José Luis Sáiz             |
| 2008/12 | Mujer busca hombre… que aún no existe | Eloy Arenas                |
| 2007    | El incorruptible                      | Hélder Costa               |
| 2007    | Premios Buero Vallejo                 | Javier Veiga               |
| 2007    | Gran Vía esquina Alcalá               | Tamzin Townsend            |
| 2005    | ¡Hombres!                             | T de Teatre y Sergi Belbel |
| 2005    | La cantante calva                     | Joseph O'Curneen - Yllana  |
| 2003/04 | Puppetry of the penis                 | Juan F. Ramos - Yllana     |
| 2004    | La ópera de los cuatro cuartos        | Calixto Bieito             |
| 2002    | Chicas malas                          | Ángel Alonso               |
| 2002    | El boulevard del crimen               | Lidia Pujol                |
| 2000    | Pop corn                              | Ángel Alonso               |
| 1999    | Hoy, ensayo general                   |                            |
| 1999    | Tanca la porta que tinc Freud         | Toni Albà                  |
| 1995    | Lidia Pujol i Centric                 |                            |
| 1994/98 | Bajo a la mina cantando               | Eli Iranzo y Mariola Ponce |
| 1994/96 | Coloms                                | CIA Domina Abdita          |
| 1994    | Bodas de sangre                       | CIA Mog                    |
| 1993    | Wake-up                               | CIA Por peteneras          |
| 1992    | Temblorossus                          | CIA Por peteneras          |
| 1991/92 | Pigmalion                             | CIA Mog                    |
| 1990/91 | Orquesta Coctelera                    |                            |

## Filmografía

### Series
| Año  | Serie                   | Dirección                                                   |
| ---- | ----------------------- | ----------------------------------------------------------- |
| 2021 | La cocinera de Castamar | Iñaki Peñafiel y Norberto López Amado                       |
| 2018 | La Catedral del Mar     | Jordi Frades                                                |
| 2017 | Amar es para siempre    | Eduardo Casanova                                            |
| 2013 | Isabel                  | Jordi Frades, Salvador García y Joan Noguera                |
| 2009 | Bicho malo              | Manuel Sanabria, César Arnero, Alfredo López y Peris Romano |
| 2008 | Impares                 | Kike Kiernan                                                |
| 2008 | Hospital Central        | Juan Testa                                                  |
| 2008 | Cosas de la vida        | Lino Escalera y Maya Malonda                                |
| 2006 | Matrimonio con hijos    | Ricardo A. Solla                                            |
| 2004 | Majoría absoluta        | Sonia Sánchez                                               |
| 2004 | El inquilino            | Paco Arango y Jaime Botella                                 |
| 1997 | La saga de los Clark    | Paco Mir                                                    |

### Programas de televisión
| Año     | Programa de TV                | Dirección                             |
| ------- | ----------------------------- | ------------------------------------- |
| 2011    | Tu cara me suena              | Tinet Rubira                          |
| 2008/09 | ¿Y ahora qué?                 | Amparo Miralles y Miguel Ángel Ferrer |
| 2009    | Pánico en el plató            |                                       |
| 2007    | El siguiente                  | Pedro Ruiz                            |
| 2007    | Sabías a lo que venías        | Santiago Segura                       |
| 2005    | El sábado                     | Rafael Galán                          |
| 2004    | Geniales                      | Valerio Lazarov                       |
| 2004    | Un, dos, tres a leer esta vez | Chicho Ibáñez Serrador                |
| 2003/04 | La bona vida                  |                                       |
| 2003    | Vitamina N                    | Jordi González                        |
| 2001    | Más humor                     | Eloy Arenas                           |
| 1999    | Crónicas marcianas            | Xavier Sardà                          |
| 1998    | Premios Ondas 98              | Andreu Buenafuente                    |
| 1997    | Lo + Plus                     | Paco Mir                              |
| 1997/98 | La parodia nacional           | La Trinca                             |
| 1996/98 | Surti com surti               |                                       |
| 1996    | Premios Ondas 96              | Tricicle                              |

### Cine y películas para la televisión
| Año  | Título            | Dirección          |
| ---- | ----------------- | ------------------ |
| 2009 | Cuento de Navidad | Ferran Llagostera  |
| 2003 | La vida aquí      | Jesús Font         |
| 2002 | Temps afegit      | Jesús Font         |
| 1996 | Un caso para dos  | Antonio Chavarrías |

### Radio y doblaje
| 2007/08/10/12 | Textos Editorial ANAYA               | Voz en Off                          |
| 2007/08/11    | Te doy mi palabra, con Isabel Gemio  | Actriz en programa                  |
| 2003          | Toon-Toon (Televisión de Cataluña)   | Doblaje                             |
| 2003          | Estudio Lever                        | Doblaje                             |
| 2001          | Tren a Xanadú, con Javier Gurruchaga | Personajes varios                   |
| 1990/1999     | Pels Descosits (Radio Gràcia)        | Locutora y productora               |
| 1999          | 20 anys, de Tricicle                 | Voces en off (catalán)              |
| 1998          | Ni cinc, con Elisenda Roca           | Personajes varios                   |
|               | Entre tres, de Tricicle              | Voces en Off (castellano y catalán) |